# Salka Sandén
Salka Sandén, född 13 december 1973 i Stockholm, är en svensk journalist och författare.
Politiskt är hon socialist och feminist. Under några år, till slutet av september 2012, var hon  tillsammans med Daniel Wiklander (ansvarig utgivare) chefredaktör för den syndikalistiska tidningen Arbetaren.
Hon var tidigare medlem i den militanta vänsterextrema gruppen Antifascistisk aktion. Sina minnen från kampen mot fascister, rasister och politiska motståndare i största allmänhet har hon redovisat i boken Deltagänget, utgiven 2007 på Vertigo.